# Boethos von Karthago
Boethos von Karthago (altgriechisch Βόηθος), Sohn des Apollodoros, war ein griechischer Bildhauer des 2. Jahrhunderts v. Chr.
Pausanias nennt unter den Statuen, die im Heraion zu Olympia standen, die Statue eines nackten sitzenden Knaben aus vergoldeter Bronze, die der Karchedonier (= Karthager) Boethos geschaffen habe. Eine Statuenbasis aus Ephesos nennt ebenfalls den Boethos aus Karthago, Sohn des Apollodoros. Mit dieser Basis ist häufig die Skulptur des Knabens mit der Fuchsgans verbunden worden, was jedoch eher unwahrscheinlich ist; ebenso die Meinung, dass der so genannte Ganswürger von diesem Boethos und nicht von Boethos von Kalchedon geschaffen wurde.